# MOVIE6全民票選電影大獎
MOVIE6全民票選電影大獎（英語：MOVIE6 Hong Kong Movie Awards）是由香港本地手機應用程式平台《MOVIE6》舉辦的電影評選活動，旨在表彰過去一年表現出色的港產電影。大獎先由MOVIE6提名名單，再由觀眾網上票選得出最終獲獎者。

## 歷年獎項
粗體字為得獎者。

### 2018年（第1屆）
| 全民票選最佳電影 - 《拆彈專家》 - 《明月幾時有》 - 《相愛相親》 - 《追龍》 - 《殺破狼·貪狼》                                                                  | 全民票選最佳導演 - 彭秀慧《29+1》 - 邱禮濤《拆彈專家》 - 許鞍華《明月幾時有》 - 張艾嘉《相愛相親》 - 葉偉信《殺破狼．貪狼》                  |
| 全民票選最佳男主角 - 鄭中基《大樂師·為愛配樂》 - 劉德華《拆彈專家》 - 田壯壯《相愛相親》 - 古天樂《殺破狼·貪狼》 - 凌文龍《黃金花》                           | 全民票選最佳女主角 - 周秀娜《29+1》 - 周迅《明月幾時有》 - 鄧麗欣《空手道》 - 張艾嘉《相愛相親》 - 毛舜筠《黃金花》                          |
| 全民票選最佳男配角 - 姜皓文《大樂師·為愛配樂》 - 姜皓文《拆彈專家》 - 倉田保昭《空手道》 - 秦沛《春嬌救志明》 - 林家棟《殺破狼．貪狼》 - 倉田保昭《蕩寇風雲》 | 全民票選最佳女配角 - 鄭欣宜《29+1》 - 葉德嫻《明月幾時有》 - 吳彥姝《相愛相親》 - 邵音音《救殭清道夫》 - 寶珮如《藍天白雲》                  |
| 全民票選新晉導演 - 彭秀慧《29+1》 - 李子俊《狂獸》 - 杜汶澤《空手道》 - 許宏宇《喜歡·你》 - 陳大利《黃金花》                                                  | 全民票選最佳新演員 - 鄧月平《小男人週記3之吾家有喜》 - 歐鎧淳《春嬌救志明》 - 陳漢娜《殺破狼．貪狼》 - 凌文龍《黃金花》 - 梁雍婷《藍天白雲》 |

### 2019年（第2屆）
| 全民票選最佳電影 - 《三夫》 - 《紅海行動》 - 《淪落人》 - 《逆流大叔》 - 《無雙》                                 | 全民票選最佳導演 - 陳果《三夫》 - 陳詠燊《逆流大叔》 - 莊文強《無雙》 - 林超賢《紅海行動》 - 陳小娟《淪落人》                |
| 全民票選最佳男主角 - 吳鎮宇《逆流大叔》 - 黃秋生《淪落人》 - 周潤發《無雙》 - 郭富城《無雙》 - 姜皓文《翠絲》     | 全民票選最佳女主角 - 曾美慧孜《三夫》 - 蔡卓妍《非分熟女》 - 張靜初《無雙》 - 余香凝《非同凡響》 - Crisel Consunji《淪落人》 |
| 全民票選最佳男配角 - 袁富華《翠絲》 - 廖啟智《無雙》 - 黃德斌《逆流大叔》 - 潘燦良《逆流大叔》 - 李璨琛《淪落人》 | 全民票選最佳女配角 - 周家怡《無雙》 - 惠英紅《翠絲》 - 黃璐《G殺》 - 余香凝《逆流大叔》 - 蔣璐霞《紅海行動》                 |
| 全民票選新晉導演獎 - 李駿碩《翠絲》 - 李卓斌《G殺》 - 陳小娟《淪落人》 - 陳詠燊《逆流大叔》 - 張家傑《棟篤特工》  | 全民票選最佳新演員 - 陳湛文《三夫》 - Crisel Consunji《淪落人》 - 胡定欣《逆流大叔》 - 林善《G殺》 - 柏天男《L風暴》         |

### 2020年（第3屆）
| 全民票選最佳電影 - 《犯罪現場》 - 《花椒之味》 - 《掃毒2天地對決》 - 《作家的謊言：筆忠誘罪》 - 《小Q》                                            | 全民票選最佳導演 - 麥曦茵《花椒之味》 - 馮志強《犯罪現場》 - 邱禮濤《掃毒2天地對決》 - 孫立基《作家的謊言：筆忠誘罪》 - 周星馳、邱禮濤、肖鶴、黃驍鵬《新喜劇之王》 |
| 全民票選最佳男主角 - 古天樂《犯罪現場》 - 劉德華《掃毒2天地對決》 - 張繼聰《犯罪現場》 - 古天樂 《掃毒2天地對決》 - 張建聲《作家的謊言：筆忠誘罪》 | 全民票選最佳女主角 - 鄭秀文《花椒之味》 - 宣萱《犯罪現場》 - 林嘉欣《掃毒2天地對決》 - 衛詩雅《獅子山上》 - 何佩瑜《作家的謊言：筆忠誘罪》                         |
| 全民票選最佳男配角 - 姜皓文《犯罪現場》 - 張繼聰《P風暴》 - 黃秋生《家和萬事驚》 - 林峯《P風暴》 - 林雪《家和萬事驚》                              | 全民票選最佳女配角 - 賴雅妍《花椒之味》 - 鄭秀文《你咪理，我愛你！》 - 丁可欣《恭喜八婆》 - 薛凱琪《犯罪現場》 - 余香凝《生前約死後》                              |
| 全民票選最佳新導演 - 梁國斌《獅子山上》 - 文偉鴻《使徒行者2：諜影行動》 - 趙羅尼《失蹤》 - 王祖藍《你咪理，我愛你！》 - 馬浚偉《生前約死後》       | 全民票選最佳新演員 - 李宛妲《葉問4：完結篇》 - 鄂靖文《新喜劇之王》 - 陳浩仁《作家的謊言：筆忠誘罪》 - 豪Dee 《恭喜八婆》 - 林曉雯《入鐵籠》                       |
| 全民票選最佳電影海報 - 《花椒之味》 - 《掃毒2天地對決》 - 《獅子山上》 - 《大偵探福爾摩斯：逃獄大追捕》 - 《新喜劇之王》                           | |

### 2021年（第4屆）
| 全民票選最佳電影 - 《叔·叔》 - 《金都》 - 《麥路人》 - 《幻愛》 - 《夜香·鴛鴦·深水埗》                                     | 全民票選最佳導演 - 黃子華《乜代宗師》 - 黃綺琳《金都》 - 黃慶勳《麥路人》 - 周冠威《幻愛》 - 梁銘佳、Kate Reilly《夜香·鴛鴦·深水埗》 |
| 全民票選最佳男主角 - 太保《叔·叔》 - 王宗堯《夜香·鴛鴦·深水埗》 - 郭富城《麥路人》 - 劉俊謙《幻愛》 - 黃秋生《死因無可疑》 | 全民票選最佳女主角 - 鄧麗欣《金都》 - 王菀之《阿索的故事》 - 鄭秀文《聖荷西謀殺案》 - 蔡思韵《幻愛》 - 林嘉欣《死因無可疑》          |
| 全民票選最佳男配角 - 盧鎮業《叔·叔》 - 張達明《麥路人》 - 顧定軒《麥路人》 - 潘燦良《幻愛》 - 林盛斌《阿索的故事》         | 全民票選最佳女配角 - 區嘉雯《叔·叔》 - 林二汶《金都》 - 鮑起靜《麥路人》 - 鮑起靜《幻愛》 - 蔡潔《阿索的故事》                       |
| 全民票選最佳電影海報 - 《幻愛》 - 《金都》 - 《麥路人》 - 《乜代宗師》 - 《阿索的故事》                                    | |

### 2022年（第5屆）
| 最佳電影 - 《一秒拳王》 - 《媽媽的神奇小子》 - 《梅艷芳》 - 《假冒女團》 - 《喜歡妳是妳》                                 | 最佳導演 - 趙善恆《一秒拳王》 - 尹志文《媽媽的神奇小子》 - 梁樂民《梅艷芳》 - 徐梓耀《假冒女團》 - 楊潮凱、吳詠珊《喜歡妳是妳》 |
| 最佳男主角 - 周國賢《一秒拳王》 - 吳鎮宇《濁水漂流》 - 林家棟《手捲煙》 - 梁仲恆《媽媽的神奇小子》 - 盧瀚霆《假冒女團》   | 最佳女主角 - 吳君如《媽媽的神奇小子》 - 王丹妮《梅艷芳》 - 劉雅瑟《智齒》 - 蘇皓兒《假冒女團》 - 談善言《喜歡妳是妳》           |
| 最佳男配角 - 楊樂文《狂舞派3》 - 趙善恆《一秒拳王》 - 古天樂《梅艷芳》 - 謝君豪《濁水漂流》 - 馮皓揚《媽媽的神奇小子》    | 最佳女配角 - 林明禎《一秒拳王》 - 廖子妤《梅艷芳》 - 廖子妤《智齒》 - 鍾雪瑩《媽媽的神奇小子》 - 李炘頤《假冒女團》             |
| 最佳新導演 - 馮智恒《遺愛》 - 陳健朗《手捲煙》 - 高子彬《殺出個黃昏》 - 徐梓耀《假冒女團》 - 楊潮凱、吳詠珊《喜歡妳是妳》 | 最佳新演員 - 柯煒林《濁水漂流》 - 梁仲恆《媽媽的神奇小子》 - 王丹妮《梅艷芳》 - 盧瀚霆《假冒女團》 - 楊偲泳《喜歡妳是妳》       |
| 最佳海報 - 《智齒》 - 《媽媽的神奇小子》 - 《梅艷芳》 - 《假冒女團》 - 《喜歡妳是妳》                                     | |

### 2023年（第6屆）
| 最佳電影 - 《正義迴廊》 - 《阿媽有咗第二個》 - 《過時·過節》 - 《飯戲攻心》 - 《流水落花》                                  | 最佳導演 - 何爵天《正義迴廊》 - 彭秀慧《阿媽有咗第二個》 - 曾慶宏《過時·過節》 - 陳詠燊《飯戲攻心》 - 賈勝楓《流水落花》                                                                  |
| 最佳男主角 - 姜濤《阿媽有咗第二個》 - 呂爵安《闔家辣》 - 麥沛東《正義迴廊》 - 黃子華《飯戲攻心》 - 張繼聰《窄路微塵》       | 最佳女主角 - 毛舜筠《阿媽有咗第二個》 - 毛舜筠《過時·過節》 - 鄭秀文《流水落花》 - 蘇玉華《正義迴廊》 - 鄧麗欣《飯戲攻心》                                                                |
| 最佳男配角 - 呂爵安《過時·過節》 - 羅永昌《阿媽有咗第二個》 - 張繼聰《飯戲攻心》 - 林海峰《正義迴廊》 - 盧瀚霆《過時·過節》 | 最佳女配角 - 楊詩敏《正義迴廊》 - 吳君如《闔家辣》 - 王菀之《飯戲攻心》 - 林明禎《飯戲攻心》 - 鄧麗英《阿媽有咗第二個》                                                                   |
| 最佳新導演 - 何爵天《正義迴廊》 - 曾慶宏《過時·過節》 - 陳詠燊《飯戲攻心》 - 鄭晉軒《闔家辣》 - 林森《窄路微塵》            | 最佳新演員 - 呂爵安《闔家辣》 - 呂爵安《過時·過節》 - 姜濤《阿媽有咗第二個》 - 柳應廷《阿媽有咗第二個》 - 江𤒹生《忽然心動》                                                              |
| 最佳海報 - 《阿媽有咗第二個》 - 《過時·過節》 - 《正義迴廊》 - 《闔家辣》 - 《窄路微塵》                                    | 最佳原創電影歌曲 - 姜濤-風雨不改《阿媽有咗第二個》 - 呂爵安-攀上天梯的螞蟻《過時·過節》 - 洪嘉豪-活誰的命《正義迴廊》 - 鄭秀文-我這樣活了一天《流水落花》 - 王菀之-狠愛狠愛你《飯戲攻心》 |